# ريك غريفيثز
ريك غريفيثز (بالإنجليزية: Rick Griffiths)‏ هو سياسي أسترالي، ولد في 1948 في غونيداه في أستراليا، وتوفي في 13 ديسمبر 2010 في أستراليا.